# Escape (Kx5)
Escape è un singolo del DJ statunitense Kaskade, del DJ canadese deadmau5 e della cantante britannica Hayla, primo estratto dall'album di debutto del duo Kx5.

## Descrizione
La collaborazione tra Raddon e Zimmerman è stata annunciata il primo marzo 2022 tramite i profili social di entrambi gli artisti dopo quindici anni di preparazione. La collaborazione sarebbe dovuta avvenire subito dopo il successo riscosso dalle hit I Remember e Move for Me del 2008, ma la condizione contrattuale di entrambi non lo ha permesso.
La canzone ha riscosso sin da subito un buon successo, piazzandosi #11 nella classifica Hot Dance / Electronic / EDM Songs e #1 nella classifica Dance / Mix Show National Airplay di Billboard e nelle playlist Viral 50 di molti paesi quali Australia, Francia, Germania, Giappone, Italia, Regno Unito, Spagna, Stati Uniti e Globale su Spotify.
Inoltre secondo Mediabase è stata la canzone dance più passata dalle radio statunitensi nel 2022.

## Tracce
Download digitale
1. Escape (feat. Hayla)

Download digitale – Remixes
1. Escape (John Summit Remix)
2. Escape (Subtronics Remix)
3. Escape (LP Giobbi Remix)
4. Escape (Spencer Brown Remix)
5. Escape (Lökii Remix)
6. Escape (Tall Order Remix)
7. Escape (Sparrow, Barbarossa Remix)

## Classifiche
| Classifica (2022)                            | Posizione massima |
| -------------------------------------------- | ----------------- |
| Billboard Hot Dance / Electronic / EDM Songs | 11                |
| Billboard Dance / Mix Show National Airplay  | 1                 |